# ニシラク乳業
ニシラク乳業株式会社（にしらくにゅうぎょう）は、福岡県北九州市小倉南区に本社を置く、牛乳及び乳製品を製造・販売する企業。
「デーリィ」ブランドで知られる南日本酪農協同の完全子会社である。

## 概要
1947年（昭和22年）7月、京都郡農乳組合（現：京都酪農業協同組合）と小倉乳牛組合（現：北九州酪農業協同組合）が、北九州乳業商工共同組合を組織し、牛乳の処理、加工、販売を開始。その後、北九州市が政令指定都市になった1963年（昭和38年）4月に法人化し、以後福岡県を代表する乳業メーカーとして発展した。
しかし1986年（昭和61年）以降、「デーリィ」ブランドで知られ版図拡大を狙っていた南日本酪農協同が子会社化を進め、2018年（平成30年）に完了。これによりニシラクはデーリィグループの単なる製造子会社になり、自社ブランド製品が消滅した。
故に現在は、「デーリィふくおか牛乳」を製造・販売しているのみである。また、北九州市内を中心とした学校給食への供給（266校）や、北九州市およびその周辺地区において、牛乳販売店（特約販売店110店）を通じ、宅配事業を行っている。
工場見学（産業観光）の受け入れも行っており、牛乳・乳製品の製造工程の見学をすることができる（要予約）。

## 沿革
- 1947年（昭和22年）7月 - 北九州乳業商工協同組合として牛乳の処理、加工、販売を開始。
- 1949年（昭和24年）9月 - 農協法の施行により、西日本酪農業協同組合連合会に改組。「西酪（にしらく）牛乳」の名称が誕生。
- 1963年（昭和38年）4月 - 西酪協同株式会社へ改組・改称。
- 1986年（昭和61年）9月 - 南日本酪農協同株式会社が資本参加。
- 1989年（平成元年）4月 - 株式会社ニシラクに改称。
- 1994年（平成6年）8月 - ニシラク乳業株式会社に改称。
- 2018年（平成30年）7月 - 南日本酪農協同株式会社が100％株主となる。

## 主な商品
- デーリィふくおか牛乳
2023年時点で製造する商品はこれだけ。自社ブランドの牛乳は最後は学校給食向けに細々と製造する程度になっていたが、デーリィ子会社化完了によって消滅。デーリィブランド化された。給食にも使われる小容量サイズでは、プラスチックごみ削減を企図してストローレス化している。
- デーリィ本社製造に一本化されたもの
  - 高千穂牧場飲むヨーグルト
  - 高千穂牧場カフェ・オ・レ
  - ヨーグルッペLL（ロングライフ）
  - スコールウォーターLL